# Tony Taylor (football, 1989)
Pour les articles homonymes, voir Tony Taylor et Taylor.
Alejandro Antonio Taylor, dit Tony Taylor, né le 13 juillet 1989 à Long Beach en Californie, est un footballeur international panaméen, qui joue au poste d'attaquant.

## Biographie

### Carrière en club
Entre 2007 et 2008, il joue en NCAA avec l'équipe de l'université de Floride du Sud, et puis avec l'université de Jacksonville. Il passe également une saisons en PDL, jouant pour le Central Florida Kraze en 2007.
En août 2009, il s'est entraîné avec le club norvégien de l'IK Start, et a disputé une rencontre lors de la pré-saison, mais il signe un contrat avec l'agence Traffic Sports.
En décembre 2009, il rejoint l'Estoril-Praia en Segunda Liga. Le 10 avril 2010, il fait ses débuts en Segunda Liga contre l'AD Carregado, lors d'un match nul de 1-1. Puis, le 25 avril, il inscrit son premier but en Segunda Liga contre le CD Aves (victoire 1-0).
En août 2011, il est prêté à l'Atlético CP qui évolue en Segunda Liga, où il dispute 11 rencontres et 3 buts en championnat. Puis, en décembre, il retourne à l'Estoril-Praia après son court prêt, mais le club n'a pas renouvelé son contrat à la fin de la saison 2012-2013. 
Le 1er juillet 2013, il rejoint l'Omonia Nicosie, qui évolue en A Kategoria. Le 18 juillet, il fait ses débuts en Ligue Europa contre l'Astra Giurgiu, lors d'un match nul 1-1.
le 18 août 2014, il est acquis par le Revolution de la Nouvelle-Angleterre. Le 24 août, il dispute son seul match en MLS, contre le Chivas USA (victoire 1-0). Le 10 décembre, il est sélectionné par le New York City FC comme son 5ème choix (et 10ème choix général) en MLS Expansion Draft de 2014. À la fin de la saison 2016, son contrat n'est pas augmenté. 
Le 31 janvier 2017, il rejoint le FC Paços de Ferreira en Liga NOS, où il dispute deux rencontres. Le 28 juillet, il signe un contrat avec l'Armada de Jacksonville en NASL. Après une saison en Floride, Taylor rejoint le Fury d'Ottawa en USL le 26 février 2018.

### Carrière internationale
Tony Taylor compte trois sélections avec l'équipe du Panama depuis 2016.
Il est sélectionné en sélection américaine des moins de 20 ans pour la coupe du monde des moins de 20 ans 2009 qui se déroule en Égypte. Il joue trois rencontres, et un inscrit un but contre le Cameroun.
Le 29 septembre 2016, il est convoqué pour la première fois en équipe du Panama par le sélectionneur national Hernán Darío Gómez, pour un match amical contre le Mexique mais n'entre pas en jeu.
Le 15 novembre 2016, il honore sa première sélection contre le Mexique, dans le cadre des éliminatoires au Mondial 2018. Lors de ce match, Tony Taylor entre à la 77e minute de la rencontre, à la place d'Édgar Bárcenas. La rencontre se solde par un match nul et vierge. Puis, en janvier 2017, il participe à la Copa Centroamericana 2017, où il dispute deux rencontres.

## Palmarès
- Avec l'Estoril-Praia
  - Champion du Portugal de D2 en 2012